# Gnophos armenia
Gnophos armenia är en fjärilsart som beskrevs av Eugen Wehrli 1953. Gnophos armenia ingår i släktet Gnophos och familjen mätare. Inga underarter finns listade i Catalogue of Life.